# النا تریشینا
النا تریشینا (روسی: Елена Борисовна Терёшина؛ زادهٔ ۶ فوریهٔ ۱۹۵۹) قایقران روئینگ اهل اوکراین است.